# ا. ت. آ. هوفمان
ارنست تئودور آمادئوس هوفمان (به آلمانی: Ernst Theodor Wilhelm Hoffmann) (زاده ۱۷۷۶ – درگذشته ۱۸۲۲)، نویسنده رمانتیک سبک فانتزی و وحشت گوتیک، حقوقدان، آهنگساز، منتقد موسیقی و هنرمند آلمانی بود. قصه های او بنیان اپرای قصه های هافمن اثر ژاک افنباخ است، که در آن هافمن (بصورت کاملا داستانی) به عنوان قهرمان ظاهر می شود. او همچنین مولف رمان فندق شکن و شاه موشان است، که پیوتر ایلیچ چایکوفسکی باله فندق شکن را بر اساس آن ساخته است. باله کوپلیا بر اساس دو داستان دیگر از هافمن نوشته شده و همچنین شومان اثر کریسلریانا بر اساس شخصیت یوهانس کریسلر در آثار هافمن تصنیف کرده است.

قصه های هافمن به شدت بروی ادبیات قرن نوزدهم تاثیر گذاشت، و او یکی از مولفین اصلی جریان رمانتیک است.
اجداد هوفمن هم مادری و هم پدری حقوقدان بودند. پدرش کریستوف لودویگ هوفمن(97-1736)یک وکیل دادگستری در کونیگزبرگ پروس(اکنون کالینینگراد روسیه) و همچنین یک شاعر و موسیقی دان آماتور که ویولا دا گامبا می نواخت. در سال 1767 با دختر عمویش لوویسا آلبرتینا دوئفر(1748-1796) ازدواج کرد. 

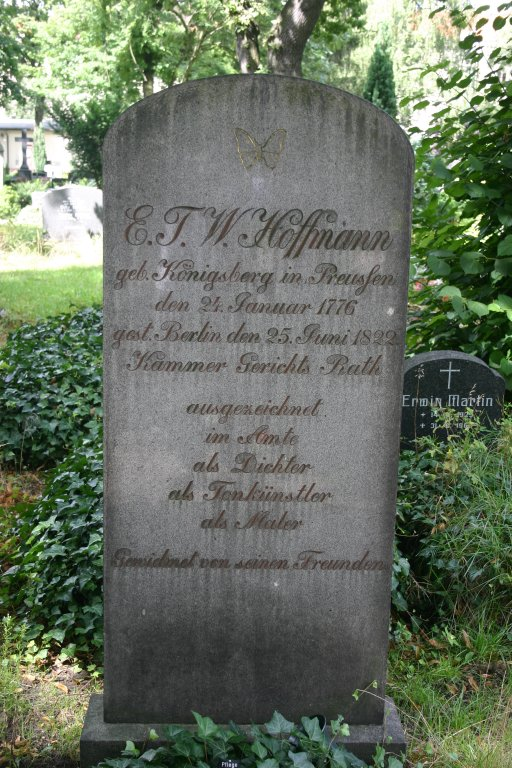

هنگامی که والدینش در سال 1778 از هم جدا شدند پدرش به همراه پسر بزرگش یوهان لودویگ هوفمن (1768-1822) به اینستربورگ(اکنون چرنیاخوفسک) رفت در حالی که مادر هوفمن در کونیگزبرگ با بستگانش ماند: دو خاله/یوهانا سوفی دوئرفر(1804-1834) و شارلوت ویلهلمین دورفر. (1754-79) و برادرشان اتو ویلهلم دوئرفر(1741-1811) که همگی ازدواج نکرده بودند.
خانواده تحت سلطه عمو(که ارنست در نمایشنامه ای با حروف اول او <اوه> به او لقب <اوه> داده بودند) پرهیزگار و ناسازگار بود. هوفمن از اینکه پدرش جدا شد پشیمان بود. با این حال او محبت زیادی خاله هایش را بع یاد می آورد به ویژه از خاله های کوچک تر/ شارلوت که به او لقب <خاله پاهای کوچک>داده بود. اگرچه او تنها سه سال داشت که درگذشت اما خاطره او گرامی داشت.
بین سال های 1781 و 1792 در مدرسه لوتری یا بورگشول تحصیل کرد جایی که در کلاسیک پیشرفت داشت. او ظراحی را توسط یکی از کنترپوان توسط یک ارگ نواز لهستانی به نام پدبلیسکی که قرار بود نمونه اولیه آبراهام لیسکوت در کیتر مور باشد/ آموخت.با این حال محیط استانی برای پیشرفت فنی مساعد نبود و علی رغم استعداد های چند جانبه اش او هم نسبت به فرم های کلاسیک و هم از ایده های هنری جدیدی که در آلمان در حال توسعه بود بی اطلاع ماند با این حال او شیلر/ گوته/ سوئیفت/ استرن / روسو و ژان پل را خوانده بود و بخشی از رمان وشته بود.
در حدود سال 1787 با تئودور گوتلیب فون هیپل جوان (1775-1843)پسر یک کشیشو برادرزاده تئودور گوتلیب فون هیپل بزرگ نویسنده مشهور دوست امانوئل کانت دوست شد . در طول سال 1792 هر دو در برخی از سخنرانی های کانت در دانشگاه کونیگزبرگ شرکت کردند. دوستی آنها اگرچه اغلب با تفاوت اجتماعی فزاینده مورد آزمایش قرار می گرفت اما مادامالعمر بود.
در سال 1794 هوفمن شیفته دورا هت زنی متاهل شد که به او درس موسیقی داده بود. او ده سال بزرگتر و ششمین فرزند خود را در سال 1795 بع دنبا آورد. در فوریه 1796 خانواده او به توجه او اعتراض کردند و با رضایت مردد او از یکی دیگر از عموهایش خواستند تا برای او در گلوگو( گلوگوو) سیلسیا پروس ترتیب کار بدهند.
بررسی نوآورانه او از سمفونی پنجم بتهوون است که در آن هوفمن در 4500 کلمه درک فنی کامل را با یک نظریه کامل از رمانتیسیسم موسیقی در طول مقدمه طولانی سمفونی شماره پنج بتهوون ترکیب میکنند. هوفمن این مفهوم را معرفی می کند: آن یکی موسیقی نه تنها عاشقانه ترین هنر هاست بلکه تنها هنر کاملا رمانتیک است و دو هنر که موسیقی از موسیقی ساز زبان جدا شده استنه موسیقی آوازی. این چیزی است که موسیقی را به شکل هنری مستقل تبدیل می کند بتهوون که هنوز به هنوان رمانتیک زنده است.
با برتری بتهوون ذائقه عاشقانه بسیار هیجان انگیز است...حتی استعداد های عاشقانه نیز به همین دلیل است. تعداد کمی هستند که می دانند چگونه دروغگوی را که قفل قلمرو شگفت انگیز هایدن بی نهایت را باز می کند / زندگی انسانی و انسانی را که او ساخته است را به طور عاشقانه درک می کند.
با اکثریت موتزارت بر مافوق انسان معجزه میکشد که در روح درونی زندگی میکند. موسیقی بتهوون وحشت ترس وحشتناک را به حرکت در می آورد و ترس بی نهایت را که جوهر رمانتیسم است بیدار میکند بتهوون یک آهنگساز کاملا رمانتیک است بنابراین یک آهنگساز واقعا موسیقی استشاد به همین دلیل است که موسیقی آوازی او که اجازه نمیدهد اشتیاق نامشخص را بدهد بلکه از قلمرو بی نهایت تنها احساساتی را نشان میدهد که به وسیله کلام مشخص می شود.
بررسی هوفمن از سمفونی بتهوون دنیای موسیقی را تکان داد و تاثیر گذاشت کخ چگونه نقد موسیقی در مورد آن نوشته میشد تا قرن بعد این نقد بسیار مورد توجه قرار گرفت...
messa d-moll(1805) 
6canzoni 4 in voci alla capella 
recitativo ed aria prendi lacciar ti rendo 
آرلکین باله(1808) 
widersehn1809 
موسیقی اتفاقی درام جولیوس فون سودن ژولیوس سابینون 1812 
شفق قطبی اوپرای قهرمانانه 1812 
trois canzonesttes `a 2 / `a 3 voix (1807) 
tre canzonette italiane (1812): 6 دوئتی ایتالیایی 
die lustigen musikanten (آبرتو : کلمنس برنتانو) سینگ اسپیل 1804 
die maske (آبرتو اثر هوفمان) سینگ اسپیل 1799 
zacharias werner das (موسیقی تصادفی تراژدی ) kreuz an der ostsee 1805 
liebe und eifersucht ( مبوعات هوفمان پس از کالدرون/ ترجمه ی آگوست ویلهلم شلگل)1807 
der trank der unsterblichkeit ( لبرتو : julius von soden) اپرای عاشقانه 1808 
دیرنا(لبرتو: جولیوس فون سودن) ملودرام (1809) 
سائول کونیگ فون ( لیبرتو: جوزف فون سیفرید) ملودرام (18119) 
undine (لیبرتو: friedrich de la motte fouqo`e)/ zauberoper (1816) 

der liebhaber nach dem tode ( ناتمام)